# Auaké
Els auaké són un grup ètnic indígena sud-americà de la selva amazònica de Veneçuela i Brasil. Eren agricultors sedentaris, que requereixen recol·locacions periòdiques a mesura que s'esgota el sòl, i també eren caçadors, pescadors i recol·lectors. Parlaven arutani. Fortament influïts culturalment pel Kali'na, van adoptar l'agricultura algun temps després del segle XVI i una nova aculturació va seguir el contacte europeu. Es troben al llarg del riu Paraguai i ara es consideren un subgrup dels xiriâna. El 1998 eren només 30 a Veneçuela i 22 parlants de llengua materna al Brasil.